# Mnesarete metallica
Mnesarete metallica – gatunek ważki z rodziny świteziankowatych (Calopterygidae). Występuje na terenie Ameryki Południowej.